# Rain (песня Мадонны)
Rain (с англ. — «Дождь») — пятый (и последний в американской версии) сингл от музыкального альбома 1992 года «Erotica» знаменитой американской певицы Мадонны.

## О песне
Сингл «Rain» был выпущен летом 1993 года. Сингл занял позицию #14 музыкального хит-парада американского журнала «Billboard» — Billboard Hot 100. Часто транслировался в США. Позиции песни в чартах всё больше поднимались и достигали рекордного уровня, по сравнению с предыдущим синглом певицы — «Bad Girl» (с англ. — «плохая девушка»), находящийся на 36-й позиции в музыкальном хит-параде Billboard Hot 100, и значительно ослабевал достаточно высокие результатов других синглов альбома — «Erotica».
Интернационально, выпуск сингла был удачным. Песня была исполнена певицей в её шоу 1993 года — «The Girlie Show World Tour». Благодаря успешному исполнению песни в известном шоу, позиции сингла в музыкальных хит-парадах возросли. По словам поклонников певицы, песня «Rain» демонстрирует интересную вокальную работу, в особенности повторение стихов в последней части песни, однако сингл «Rain» оценивался консервативно из-за эксцентричного характера альбома «Erotica», в который была включена эта песня.
В британской версии на стороне b была включена песня «Open Your Heart». Песня использовалась в рекламе автомобиля — Renault Laguna 1993 года.
Видеоклип на песню «Rain» был награждён на ежегодном награждении за создание клипов на MTV Video Music Awards.

## Музыкальное видео
Режиссёр видео — Марк Романек. Съёмки видеоклипа проходили с 16 по 19 мая 1993 года в ангаре аэропорта Санта-Моника в Лос-Анджелесе (англ. Santa Monica Airport Hangar). Большинство поклонников придерживалось мнения, что певица носит контактные линзы или имеет голубой цвет глаз, однако это мнение ошибочно. Первоначально видео было снято в чёрно-белом цвете (англ. Black & White film), а позже с помощью цифровой обработки картинку преобразовали в оттенки синего. Цветным видео было показано по окончании процесса редактирования и монтажа видеоклипа.
Романек и Мадонна задумали клип как изображение съёмочного процесса, режиссёром которого выступал бы Рюити Сакамото. В начальной сцене Мадонна находится в звукозаписывающей студии, в наушниках, сочиняя песню. Затем следуют кадры, где она поёт перед микрофоном, а также слушает указания режиссёра (в исполнении Рюити Сакамото). Далее она снята на различных фонах, с различными видами подсветки, изображающими небо. В завершении клипа зритель видит общий план, показывающий раскрытые зонты, заполонившие всё пространство. Клип получил две награды MTV Video Music Awards за лучшую режиссуру и лучшую операторскую работу.

## Трек-лист и форматы
- США 7" Vinyl / Кассета / CD Сингл (Американская версия)

1. «Rain» (Radio Remix)
2. «Waiting» (Album Version)

- США 12" Vinyl / Макси кассета / CD Maxi Single (Американская версия)

1. «Rain» (Radio Remix)
2. «Waiting» (Remix)
3. «Up Down Suite» (Ранее не издавалось) («Goodbye To Innocence» Extended Dub)
4. «Rain» (Album Version)

- UK 12" Vinyl / CD Сингл (Британская версия)

1. «Rain» (Radio Remix)
2. «Open Your Heart» (Album Version)
3. «Up Down Suite» (Ранее не издавалось)

- EP

1. Rain (Radio Remix)
2. Waiting (Remix)
3. Up Down Suite
4. Rain (Album Version)
5. Bad Girl (Extended Mix)
6. Fever (Extended 12")
7. Fever (Shep’s Remedy Club)
8. Fever (Murk Boys Miami Dub)
9. Fever (Oscar G’s Dope Mix)
10. Rain (Video Edit)

## Версии
1. «Rain» (Album Version)
2. «Rain» (Edit)
3. «Rain» (Radio Remix)
4. «Rain» (Remix Edit)
5. «Rain» (Instrumental Remix)
6. «Rain» (Video Version)

## Чарты
| Чарт (1993)                             | Место |
| --------------------------------------- | ----- |
| Australia (ARIA)                        | 5     |
| Austria(Ö3 Austria Top 40)              | 24    |
| Belgium (Ultratop 50 Flanders)          | 13    |
| Canada (Canadian Hot 100)               | 2     |
| Germany (Media Control AG)              | 26    |
| Ireland (IRMA)                          | 7     |
| Italy (FIMI)                            | 9     |
| Japan (Oricon)                          | 2     |
| Netherlands (Mega Single Top 100)       | 36    |
| New Zealand (RIANZ)                     | 13    |
| Sweden (Sverigetopplistan)              | 16    |
| Switzerland (Schweizer Hitparade)       | 11    |
| UK Singles (The Official Chart Company) | 7     |
| U.S. Billboard Hot 100                  | 14    |
| U.S. Billboard Adult Contemporary       | 7     |
| Годовые чарты (1993)                    | Место |
| Australia ARIA Singles Chart            | 39    |
| Canadian Singles chart                  | 15    |
| Italian Singles Chart                   | 60    |
| U.S. Billboard Hot 100                  | 67    |

## Участники проекта
- Режиссёр: Марк Романек
- Продюсер Криста Монтагна
- Фотограф: Харрис Савидес
- Редакторы: Джон Мюррей, Джим Хегуд
- Производственная компания: Satellite Films